# الملك والطائر المحاكي
الملك والطائر المحاكي هو فيلم رسوم متحركة فرنسي من إخراج بول جريمولت وبطولة جون مارتن، باسكال مازوتي وريموند بوسيريس.